# Falk Huste
Falk Huste (* 6. November 1971 in Greiz) ist ein ehemaliger deutscher Boxer im Federgewicht. 
Er ist der ältere Bruder des Boxers Kay Huste.

## Werdegang
Falk Huste wurde von Harald Lange als Talent erkannt und kam zum ASK Vorwärts Frankfurt, wo er boxerisch von Karl-Heinz Krüger ausgebildet wurde. Er wurde 1993, 1994, 1995 und 1999 Deutscher Meister im Federgewicht.
1994 gewann er mit einem Finalsieg gegen Lorenzo Aragón erstmals den Chemiepokal in Halle und gewann im selben Jahr auch den Weltcup in Bangkok, wobei er sich unter anderem gegen die Toptalente Paul Griffin, Joel Casamayor und Somluck Kamsing durchsetzen konnte. Einen weiteren Erfolg in diesem Jahr erzielte er mit dem Gewinn der Militär-Weltmeisterschaft in Tunis, wobei er im Finale Wjatscheslaw Wlassow schlagen konnte.
Bei der Weltmeisterschaft 1995 in Berlin schlug er unter anderem Ramaz Paliani und schied erst im Halbfinale gegen Serafim Todorow mit einer Bronzemedaille aus. Durch eine knappe Finalniederlage mit 7:8 gegen Wjatscheslaw Wlassow gewann er darüber hinaus die Silbermedaille bei den Sommer-Militärweltspielen desselben Jahres in Rom.
1996 gewann er mit einem Finalsieg gegen Arnaldo Mesa erneut den Chemiepokal, scheiterte jedoch im Viertelfinale der Europameisterschaft desselben Jahres in Vejle mit 8:9 gegen Serafim Todorow. Gegen diesen unterlag er dann auch im Viertelfinale der Olympischen Spiele 1996 in Atlanta, nachdem er zuvor Ulugbek Ibragimow und David Burke besiegt hatte.
1997 konnte er zum inzwischen dritten Mal den Chemiepokal gewinnen und startete bei der im selben Jahr ausgetragenen Weltmeisterschaft in Budapest; nach Siegen gegen Ali Erçin, Milen Wlachow, Andrij Kotelnik und Rudinelson Hardy, verlor er erst im Finale gegen István Kovács und wurde Vize-Weltmeister. Im Dezember 1997 wurde Falk Huste, nach dem Wechsel von István Kovács in das Profilager, vom Weltboxverband AIBA zur Nummer 1 der Weltrangliste ernannt. 
Nachdem er im Viertelfinale der Europameisterschaft 1998 in Minsk gegen Ramaz Paliani ausgeschieden war, gewann er 1999 letztmals den Chemiepokal, unterlag jedoch bei der Weltmeisterschaft 1999 in Houston im Achtelfinale gegen Rocky Juarez.
Im Oktober 1999 gewann er das als Olympia-Qualifikationsturnier organisierte Tammer-Tournament in Finnland und sicherte sich mit Siegen gegen Marcin Walas aus Polen, Mourad Hamdoud aus Frankreich, Bernard Dunne aus Irland, Juri Mladenow aus Bulgarien und Serwin Sulejmanow aus der Ukraine den ersten Platz. Im Mai 2000 verlor er dann bei der Europameisterschaft in Tampere im Halbfinale gegen Boris Georgiew und sicherte sich damit eine Bronzemedaille.
Im September 2000 nahm er noch an den Olympischen Spielen in Sydney teil und besiegte Joni Turunen, ehe er im Achtelfinale knapp mit 15:17 gegen Rocky Juarez ausschied.
Im Februar 2001 beendete er seine aktive Wettkampfkarriere.